# Moana (película de 2026)
Moana (también conocida como Vaiana u Oceanía en algunos mercados) es una próxima película musical estadounidense de acción y aventuras fantásticas dirigida por Thomas Kail en su debut como director de largometrajes narrativos, escrita por Jared Bush y Dana Ledoux Miller, y producida por Dwayne Johnson, Hiram y Dany García, y Beau Flynn. Es una adaptación de acción real de la película animada de Disney de 2016 del mismo nombre, y la tercera entrega de la franquicia Moana en general. Está protagonizada por Catherine Lagaʻaia como Moana y Dwayne Johnson retomando su papel de Maui de la película animada.
Moana será estrenada por Walt Disney Studios Motion Pictures en Estados Unidos el 10 de julio de 2026.

## Reparto
- Catherine Lagaʻaia como Moana
- Dwayne Johnson como Maui
- John Tui como el jefe Tui
- Frankie Adams como Sina
- Rena Owen como la abuela Tala

## Producción

### Desarrollo
El 3 de abril de 2023, se anunció en el canal oficial de YouTube de Dwayne Johnson que una nueva versión de acción real de Moana (2016) estaba en desarrollo en Walt Disney Pictures, con Johnson produciendo junto a Hiram y Dany García para Seven Bucks Productions, y Beau Flynn para Flynn Picture Co., mientras que la estrella principal de la película animada, Auli'i Cravalho, se desempeña como productora ejecutiva. Johnson comentó: "Esta historia es mi cultura, y esta historia es emblemática de la gracia y la fuerza guerrera de nuestro pueblo. Llevo esta cultura con orgullo en mi piel y en mi alma, y esta oportunidad única en la vida de reunirme con Maui, inspirado por el maná y el espíritu de mi difunto abuelo, el Gran Jefe Peter Maivia, es algo que llega muy profundo a mí. ... [N]o hay mejor mundo para honrar la historia de nuestro pueblo, nuestra pasión y nuestro propósito que a través del reino de la música y la danza, que está en el centro de quiénes somos como pueblo polinesio". Sean Bailey, presidente de producción de Disney Live Action en ese momento, reconoció que, aunque solo habían pasado siete años desde que se estrenó la película animada, la celebración del centenario de Disney contribuyó a la decisión de rehacer la película tan pronto.
El 31 de mayo de 2023, Thomas Kail fue anunciado como director. Se esperaba que el casting comenzara más tarde en el año, pero se suspendió hasta el 8 de noviembre de 2023, debido a la huelga SAG-AFTRA de 2023. En febrero de 2024, Johnson declaró que se había elegido a una actriz para el papel principal, pero que su identidad se mantendría en secreto por el momento. En junio, Catherine Lagaʻaia, John Tui, Frankie Adams y Rena Owen se unieron al elenco, con Jared Bush y Dana Ledoux Miller escribiendo el guion.

### Rodaje
La fotografía principal comenzó el 2 de agosto de 2024 en Hawaii y Atlanta, bajo el título provisional Canon. Anteriormente estaba previsto comenzar a filmarse en junio de 2024 bajo el título provisional Motorheads. Originalmente estaba previsto que comenzara en octubre de 2023, pero se retrasó hasta 2024 debido a la huelga de SAG-AFTRA. Óscar Faura será el director de fotografía.

## Estreno
Está previsto que Moana se estrene el 10 de julio de 2026, coincidiendo con el décimo aniversario del estreno de la película original. Su estreno original estaba previsto para el 27 de junio de 2025, pero tras el anuncio de Moana 2, se atrasó a su fecha actual como consecuencia de la brecha de ocho meses entre las dos películas.